# Vilanova del Camí
Vilanova del Camí è un comune spagnolo, situato nella regione di Anoia, a destra del fiume Anoia, formando un agglomerato urbano con Igualada. La maggior parte della popolazione si trova nel centro della città, ma esistono due nuclei distinti in Can Titó e Moletons.

## Società

### Evoluzione demografica
La vicinanza a Igualada ha favorito un aumento spettacolare della popolazione (da 626 nel 1950 a 5.367 nel 1970 e 12.039 nel 2006). Ci sono state vaste aree di lavoro come quelle di Can Riba, La Pau e Santa Llúcia.
| 1950 | 1960  | 1970  | 1981  | 1990  | 2000   | 2010   | 2016   |
| ---- | ----- | ----- | ----- | ----- | ------ | ------ | ------ |
| 626  | 1.696 | 5.367 | 8.341 | 9.137 | 10.203 | 12.644 | 12.409 |

## Storia
Vilanova del Camì è nata a fianco della vecchia strada che collega Barcellona a Lleida.
Qualche anno più tardi entra a far parte della Catalogna. Il nucleo abitato si è formato vicino Igualada. Vilanova ha una storia piuttosto recente, dal momento che l'unificazione delle due città che hanno dato luogo Vilanova è avvenuta nel 1830. I due centri a unirsi sono stati: la Quadra Vilanova, che apparteneva alla giurisdizione di Santa Margarida de Montbui, E quello di Vilanova del Camí che faceva parte di Claramunt. Le prime case furono costruite accanto a un edificio fortificato che fungeva da torre avanzata del castello di Claramunt. Ci sono notizie di questo castello già dal 1206 ma non ne abbiamo conferme ufficiali fino 1324 quando ne fu rinvenuta l'esistenza in un documento. In questo stesso secolo abbiamo notizie di una comunità ebraica in queste zone e viene fatto riferimento alla chiesa di San Hilari.
Dal XVIII secolo la popolazione di Vilanova inizia a crescere. L'economia che fino ad allora era basata sull'agricoltura si è diversificata con la costruzione di mulini.
La crisi industriale Igualadina colpisce anche Vilanova e si verifica un declino demografico significativo che riduce la popolazione a soli 450 abitanti agli inizi del XIX secolo. Questa evoluzione demografica mostra ancora una volta la dipendenza del comune delle industrie della vicina cittadina. Alla fine dello stesso secolo la tendenza ha cominciato a invertirsi con l'avvento delle strade ferrate, che farà nascere industrie di produzione di intonaco e fornaci vicino alla stazione.
L'evoluzione demografica del ventesimo secolo continua a dipendere da Igualada. L'industria tessile è causa di una forte immigrazione negli anni '60 e '70 e Vilanova diventa la zona per le case dei lavoratori. La popolazione di Vilanova è aumentata vertiginosamente e sono nati nuovi quartieri.

## Telecomunicazioni
- Radio Nova: è la radio comunale
- Vilanova Information: Notiziario mensile
- Vilanova Television (analogico, senza concessione TDT)

## Amministrazione

### Gemellaggi
- Calcinaia
- Amilly